# Lemoultana
Lemoultana is een geslacht van halfvleugeligen uit de familie Aphrophoridae. De wetenschappelijke naam van dit geslacht is voor het eerst geldig gepubliceerd in 1940 door Lallemand.

## Soorten
Het geslacht Lemoultana  is monotypisch en omvat slechts de volgende soort:
- Lemoultana nitida (Stål, 1865)